# بلند حسن
بلند آزاد كلوري حسن (مواليد 12 أغسطس 2003) هو لاعب كرة قدم محترف يلعب كجناح لنادي دي غرافشاب. ولد في هولندا ويمثل العراق على مستوى الشباب.

## مسيرته الكروية
ولد في آرنم، هولندا لوالدين كرديين من العراق جاءوا إلى هولندا كلاجئين في تسعينيات القرن الماضي خلال حرب الخليج. بدأ حسن لعب كرة القدم في نادي ESA Rijkerswoerd المحلي. وفي عام 2015، انضم إلى أكاديمية شباب دي غرافشاب.
في 12 يوليو 2023، وقع حسن أول عقد احترافي له مع دي غرافشاب لمدة عامين. جاء ذلك بعد أيام قليلة من تسجيله أول هدف له مع النادي في مباراة ودية ضد DZC '68. تحت إشراف المدرب يان فريمان، حصل على مكان دائم في الفريق الأول قبل بداية موسم 2023–24 ‏. تنافس على مركز البداية كجناح، حيث واجه منافسة من خريجي الأكاديمية الآخرين. شارك حسن لأول مرة بشكل رسمي مع النادي في 11 أغسطس، في المباراة الافتتاحية للموسم، حيث بدأ المباراة ولعب 66 دقيقة في التعادل السلبي ضد أدو دين هاغ. في المباراة التالية، ظل على مقاعد البدلاء حيث تم اختيار اللاعب الجديد ميمون ماحي كجناح أيسر.

## مسيرته الدولية
مثل حسن العراق على مستوى الشباب، حيث لعب مع منتخب العراق تحت 20 سنة لكرة القدم ومنتخب العراق تحت 23 سنة لكرة القدم. وكان جزءًا من الفريق الذي فاز ببطولة اتحاد غرب آسيا تحت 23 سنة 2023، بعد تغلبه على منافسه منتخب إيران في النهائي.

## الإحصائيات
آخر تحديث match played 15 March 2024.
| النادي        | الموسم        | الدوري                        | الدوري  | الدوري | كأس هولندا | كأس هولندا | أخرى    | أخرى  | المجموع | المجموع |
| النادي        | الموسم        | القسم                         | مشاركات | أهداف  | مشاركات    | أهداف      | مشاركات | أهداف | مشاركات | أهداف   |
| ------------- | ------------- | ----------------------------- | ------- | ------ | ---------- | ---------- | ------- | ----- | ------- | ------- |
| دي غرافشاب    | 2023–24       | الدوري الهولندي الدرجة الأولى | 29      | 0      | 3          | 0          | —       | —     | 32      | 0       |
| المجموع الكلي | المجموع الكلي | المجموع الكلي                 | 32      | 0      | 2          | 0          | 0       | 0     | 32      | 0       |

## الإنجازات
العراق تحت 23
- بطولة اتحاد غرب آسيا تحت 23 سنة: 2023[7]